# Зміївське поселення
Зміївське поселення —  слов'янське поселення що знаходилося в 9-13 століттях (згідно інших джерел в 9-11 століттях) на березі Дніпра. Залишки поселення розміщуються в районі сучасного села Зміївка. 
Поселення відкрите та досліджувалося у 1951-1952 роках Інститутом археології НАН України, експедицією під керівництвом А. Буракова. На думку деяких дослідників поселення мало два періоди заселення відповідно в 9-11 століттях перший та в 12-13 століттях другий.
Письмових згадок про Зміївське поселення не виявлено і достеменна назва поселення у часи існування на жаль не встановлена. Імовірно воно належало племені уличів, яке згідно з літописними джерел розміщувалось на території 
гирла (низу) Дніпра. Під час археологічних досліджень Зміївського поселення вивчено житла-напівземлянки з печами, спорудженими з каменю та глини. Серед посуду переважають горщики, виготовлені на повільному гончарному колі, рясно прикрашені лінійним та хвилястим орнаментом. 
В археологічних пам'ятках Зміївського поселення прослідковується зв’язок з більш ранньою групою пеньківських пам’яток Потясминня. Цей зв’язок простежується в кераміці, їм характерні горщики зі слабко округлими стінками та відігнутими вінцями й горщики з високими округлими плічками і трішки нахиленими назовні вінцями, суцільно орнаментованими горизонтальними або хвилястими лініями. Також прослідковуються схожості поховальному обряді (урновий з спаленням на стороні) та однаковому типі жител (напівземлянки з печами із каменю та глини). На території поселення також знаходять пам'ятки що належать до Салтівської культури.